# Festival international du film d'animation d'Annecy 2014
Le Festival international du film d'animation d'Annecy 2014, 38e édition du festival, s'est déroulé du 9 au 14 juin 2014. À l'occasion de cette édition, un Cristal d'honneur est décerné à Isao Takahata.

## Jury

### Longs métrages
- Luiz Bolognesi, réalisateur  Brésil
- Rhonda Richford, correspondante de The Hollywood Reporter  États-Unis
- Rich Magallanes, vice-président de Nickelodeon  États-Unis

### Courts métrages
- Špela Čadež, réalisatrice  Slovénie
- Pjotr Sapegin, réalisateur  Norvège
- Jung, auteur et réalisateur  Belgique

### Films de fin d'études et courts métrages off-limits
- Andrea Martignoni, compositeur et distributeur  Italie
- Michelle Kranot, réalisatrice  Danemark
- Annette Schindler, directrice du Festival Fantoche  Suisse

### Films de télévision et de commande
- Richard van den Boom, producteur  France
- Anthony Silverston, auteur, scénariste et réalisateur  Afrique du Sud
- Anthony Roux, réalisateur et scénariste  France

### Jury Fipresci
- Midhat Ajanovic Ajan, écrivain, dessinateur et réalisateur  Croatie
- Bujor Ion Rîpeanu, critique, archiviste et historien de cinéma  Roumanie
- Claus Loeser, critique, écrivain et réalisateur  Allemagne

## Intervenants

### Expositions
- Vincent Broquaire pour Please Wait a Moment

### Avant-premières
- Dean DeBlois pour Dragons 2
- Patrick Osborne, Kristina Reed et Jeff Turley pour Feast
- Isao Takahata pour Le Conte de la princesse Kaguya

### Making-of
- Tom Cardone et Carlos Saldanha pour Rio 2

### Conférences
- Stephan Oliva et Jean-Marc Foltz pour un hommage à Segundo de Chomón
- Marc Miance pour Pourquoi j'ai (pas) mangé mon père - Fond, forme et stratégie de production
- Peter Lord et Mark Shapiro pour Anatomie de 2 studios d'animation en volume : Aardman Animations et LAIKA
- Adriaan Lokman pour Animation expérimentale par ordinateur 3D
- Bill Damaschke pour Bill Damaschke raconte DreamWorks
- Jan Pinkava et Karen Dufilho-Rosen pour L'animation par téléphone : comment Google fabrique des films
- Fabrice Aboulker, Alexis Dernaucourt et Jean-Luc François pour Musique et sound design dans les séries d'animation
- Max Howard, Anthony Roux, Stephan Franck et Gary Trousdale pour Écrire des films et séries d’animation : Comment passer d’un univers à l’autre ?

### Présentations de futurs films
- Simon Rouby, Philippe Aigle, Julien Lilti et Arnauld Boulard pour Adama
- Alexandre Astier, Louis Clichy, Thierry Fournier et Natalie Altmann pour Astérix : Le Domaine des dieux 3D
- Anthony Roux, Stéphanie Baclet, Jean-Jacques Denis et Yoshimichi Tamura pour Dofus, livre 1 : Julith
- Vivian Al-Samarraie, Jan Balej, Olivier Catherin et Daniela Nelly Jencikova pour La Petite de la poissonnerie
- Alain Gagnol, Izù Troin et Xavier Cruz pour Phantom Boy
- Kelly Asbury et Bob Osher pour Les Schtroumpfs et le Village perdu
- Keiichi Hara et Francesco Prandoni pour Sarusuberi
- Ron Dyens, Henri Magalon, Claus Toksvig Kjaer et Rémi Chayé pour Tout en haut du monde
- Pete Docter pour Vice Versa (Inside Out)

## Sélection

### Longs métrages

#### En compétition
| Titre                                            | Réalisation                     | Pays                                    |
| ------------------------------------------------ | ------------------------------- | --------------------------------------- |
| Asphalt Watches                                  | Shayne Ehman et Seth Scriver    | Canada                                  |
| Les Amants électriques                           | Bill Plympton                   | États-Unis                              |
| L'Île de Giovanni (ジョバンニの島)               | Mizuho Nishikubo                | Japon                                   |
| L'arte della felicità                            | Alessandro Rak                  | Italie                                  |
| Last Hijack                                      | Femke Wolting et Tommy Pallotta | Allemagne, Belgique Irlande et Pays-Bas |
| Lisa Limone and Maroc Orange, a Rapid Love Story | Mait Laas                       | Estonie Finlande                        |
| Minuscule : La Vallée des fourmis perdues        | Thomas Szabo et Hélène Giraud   | France                                  |
| Le Garçon et le Monde                            | Alê Abreu                       | Brésil                                  |
| The Fake                                         | Yeon Sang-ho                    | Corée du Sud                            |

#### Hors compétition
| Titre                              | Réalisation                        | Pays            |
| ---------------------------------- | ---------------------------------- | --------------- |
| Até que a Sbórnia nos separe       | Otto Guerra et Ennio Torresan Jr.  | Brésil          |
| Boonie Bears                       | Liang Ding                         | Chine           |
| Justin and the Knights of Valour   | Manuel Sicilia                     | Espagne         |
| Ku! Kin-dza-dza                    | Georgiy Daneliya et Tatiana Ilyina | Russie          |
| Luz, anima, ação                   | Eduardo Calvet                     | Brésil          |
| Manieggs - Revenge of the Hard Egg | Zoltán Miklósy                     | Hongrie         |
| Moug                               | Ahmed Nour                         | Maroc et Égypte |
| Resan Till Fjäderkungens Rike      | Esben Toft Jacobsen                | Danemark Suède  |
| Truth Has Fallen                   | Sheila Sofian                      | États-Unis      |

### Courts métrages

#### En compétition
| Titre                            | Réalisation                            | Pays                    |
| -------------------------------- | -------------------------------------- | ----------------------- |
| 1000 Plateaus (2004-2014)        | Steven Woloshen                        | Canada                  |
| 365                              | Greg et Myles McLeod                   | Royaume-Uni             |
| 3e page après le soleil          | Theodore Ushev                         | Canada                  |
| A Recipe for Gruel               | Sharon Smith                           | Royaume-Uni             |
| Alfred Jarry and "Pataphysics"   | James Chanq                            | États-Unis              |
| Anomalies                        | Atsushi Wada                           | Japon Royaume-Uni       |
| Beauty                           | Rino Stefano Tagliafierro              | Italie                  |
| Box                              | Tarik Abdel-Gawad                      | États-Unis              |
| Brut                             | Svetlana Filippova                     | Russie                  |
| Corps étrangers                  | Nicolas Brault                         | Canada                  |
| Don't Hug Me I'm Scared 2 - Time | Becky Sloan et Joe Pelling             | Royaume-Uni             |
| E in Motion No. 2                | Sumito Sakakibara                      | Japon                   |
| Eager                            | Allison Schulnik                       | États-Unis              |
| Ex Animo                         | Wojciech Wojtkowski                    | Pologne                 |
| Gli immacolati                   | Benoît Estrade                         | France                  |
| Grace Under Water                | Anthony Lawrence                       | Australie               |
| Hasta Santiago                   | Mauro Carraro                          | France Suisse           |
| Heir to the Evangelical Revival  | Wendy Morris                           | Belgique Afrique du Sud |
| Hipopotamy                       | Piotr Dumala                           | Pologne                 |
| Histoires de bus                 | Tali                                   | Canada                  |
| Horse                            | Jie Shen                               | Chine                   |
| Hotzanak, for Your Own Safety    | Isibene Onederr                        | Espagne                 |
| Invasion                         | Hugo Ramirez Olivier Patté             | France                  |
| Invocation                       | Robert Morgan                          | Royaume-Uni             |
| La Chair de ma chère             | Antoine Blandin                        | France                  |
| La Faillite                      | Jean-Nicolas Arnoux                    | France                  |
| La Maison de poussière           | Jean-Claude Rozec                      | France                  |
| La Petite Casserole d'Anatole    | Éric Montchaud                         | France                  |
| La testa tra le nuvole           | Roberto Catani                         | Italie                  |
| Le Sens du toucher               | Jean-Charles Mbotti Malolo             | France Suisse           |
| Man on the Chair                 | Dahee Jeong                            | France Corée du Sud     |
| Marchant Grenu                   | François Vogel                         | France                  |
| Marilyn Myller                   | Mikey Please                           | Royaume-Uni             |
| Moshushi dang yu si wuya         | Xun Sun                                | Chine                   |
| Moulton og meg                   | Torill Kove                            | Canada Norvège          |
| Nul poisson où aller             | Nicola Lemay et Janice Nadeau          | Canada                  |
| Padre                            | Santiago Grasso                        | France Argentine        |
| Patch                            | Greg Gockell                           | Allemagne Suisse        |
| Phantom Limb                     | Alexander Grigg                        | Australie Royaume-Uni   |
| Pickman's Model                  | Pablo Ãngeles                          | Mexique                 |
| Picture Particles                | Thorsten Fleisch                       | Allemagne               |
| Pilots on the Way Home           | Olga et Priit Pärn                     | Estonie Canada          |
| Poils                            | Delphine Hermans                       | Belgique                |
| Portrait                         | Donato Sansone                         | Italie                  |
| Rainy Days                       | Vladimir Leschiov                      | Lettonie Canada         |
| Sangre de unicornio              | Alberto Vázquez                        | Espagne                 |
| Simhall                          | Niki Lindroth Von Bahr                 | Suède                   |
| Sneh                             | Ivana Šebestová                        | Slovaquie France        |
| The Obvious Child                | Stephen Irwin                          | Royaume-Uni             |
| Theresia                         | Thomas Steiner                         | Autriche                |
| Through the Hawthorn             | Anna Benner, Pia Borg et Gemma Burditt | Royaume-Uni             |
| Timber                           | Nils Hedinger                          | Suisse                  |
| Vaghti Bachech Boudam            | Maryam Kashkoolinia                    | Iran                    |
| Virtuos Virtuell                 | Thomas Stellmach et Maja Oschmann      | Allemagne               |
| Wonder                           | Mirai Mizue                            | Japon France            |

#### Hors compétition
| Titre                                     | Réalisation                               | Pays             |
| ----------------------------------------- | ----------------------------------------- | ---------------- |
| Aldar i seryj volk                        | Rim Sharafutdinov                         | Russie           |
| Bear Story                                | Gabriel Osorio                            | Chili            |
| Bug Salad                                 | Carl Faruolo                              | États-Unis       |
| Bum-Bum doch' rybaka                      | Ivan Maximov                              | Russie           |
| By the Stream                             | Otto Tang                                 | États-Unis       |
| Canvas on Mixed Media                     | Mark Grossi                               | Syrie            |
| Derakht                                   | Sare Shafipour                            | Iran             |
| Le Chant                                  | Inés Sedan                                | France           |
| Fából faragott királyfi                   | Gábor Ulrich                              | Hongrie          |
| Impromptu                                 | Bruce Alcock                              | Canada           |
| Kamakura                                  | Yoriko Mizushiri                          | Japon            |
| Kurgan                                    | Igor Imhoff                               | Italie           |
| Land                                      | Pauline Chillon                           | Japon            |
| Laznia                                    | Ducki Tomek                               | Pologne          |
| Les Aventures de Yoyo                     | Louise-Marie Colon et Delphine Hermans    | Belgique         |
| Méditations                               | David Ehrlich                             | Chine États-Unis |
| Mundo sumergido                           | Johan Ravit                               | Cuba             |
| Mustapha et la clématite                  | Patricia Rubillais et Marie-Jo Long       | France           |
| Nain géant                                | Fabienne Giezendanner                     | France Suisse    |
| Neeuklidine geometrija                    | Skirmanta Jakaite et Solveiga Masteikaite | Lituanie         |
| One Old Man Decided to Marry              | Yuriy Borysenko                           | Ukraine          |
| Pifuskin                                  | Wei Keong Tan                             | Singapour        |
| Professor Kliq - Wire and Flashing Lights | Victor Haegelin                           | France           |
| Rob 'n Ron                                | Magnus Moller                             | Danemark         |
| Ryoushi to hijiri                         | Yusuke Sakamoto                           | Japon            |
| Salmon Deadly Sins                        | Steven Vander Meer                        | États-Unis       |
| Sandy                                     | Joseph Mann                               | Royaume-Uni      |
| Soif                                      | Michèle Cournoyer                         | Canada           |
| Synesthesia                               | Michel Gagné                              | États-Unis       |
| Tempête sur anorak                        | Paul Cabon                                | France           |
| The Dam Keeper                            | Daisuke Tsutsumi et Robert Kondo          | États-Unis       |
| The Missing Scarf                         | Eoin Duffy                                | Irlande          |
| The Visitor                               | George Dechev                             | Pays-Bas         |
| Tumbleweed Tango                          | Samuel Stephens et Christopher Mauch      | États-Unis       |
| Utö                                       | David Buob                                | Allemagne        |
| Vigia                                     | Marcel Barelli                            | France Suisse    |

### Films de télévision
| Titre                              | Épisode                                        | Réalisation                                              | Pays                   |
| ---------------------------------- | ---------------------------------------------- | -------------------------------------------------------- | ---------------------- |
| Boa noite Martha                   | Tente de novo et Ações em alta                 | Vivian Altman Eberhard                                   | Brésil                 |
| Burka Avenger                      | Episode n°01                                   | Aaron Haroon Rashid                                      | Pakistan               |
| C'est quoi l'idée ?                | Les Humains                                    | Tanguy de Kermel                                         | France                 |
| Calimero                           | Rendez-vous au théâtre                         | William Renaud                                           | France Italie Japon    |
| China, IL                          | China-Man Begins                               | Griffith Kimmins                                         | États-Unis             |
| Chornozem                          | Chornozem                                      | Stepan Koval                                             | Ukraine                |
| Copy Cut                           | L'École des sourciers                          | Pierre Volto                                             | France                 |
| Cuentos de Viejos                  | Ysabel. El miedo baja del cielo                | Marcelo Dematei et Carlos Smith                          | Colombie Espagne       |
| Dimitri                            | La Collection de cacahuètes                    | Agnès Lecreux, Ben Tesseur et Steven De Beul             | France Belgique Suisse |
| Doctor Lollipop                    | Doctor Lollipop                                | Aliki Grafft                                             | États-Unis             |
| En sortant de l'école              | Tant de forêts                                 | Burcu Sankur et Geoffrey Godet                           | France                 |
| Hubert & Takako                    | Beau comme un vélo                             | Hugo Gittard                                             | France                 |
| Il sogno di Brent                  | Il sogno di Brent                              | Alessandro Belli                                         | Italie                 |
| La Bûche de Noël                   | La Bûche de Noël                               | Vincent Patar et Stéphane Aubier                         | Belgique France        |
| Le Bien Chasser                    | Derrick et la Grosse Pêche                     | Boris Belghiti et Maxime Paccalet                        | France                 |
| Le Donjon de Naheulbeuk            | Ascenseur pour un fiasco                       | Antoine Colomb et Guillaume Rio                          | France                 |
| Le Parfum de la Carotte            | Le Parfum de la Carotte                        | Rémi Durin et Arnaud Demuynck                            | France Belgique Suisse |
| Les As de la jungle à la rescousse | Les rubis sont éternels                        | David Alaux                                              | France                 |
| Les Crumpets                       | Cui-cui la praline                             | Éric Magrangeas                                          | France                 |
| Les Kassos                         | Épisodes 4, 6 et 9                             | Yves Bigerel, Alexis Beaumont et Rémi Godin              | France                 |
| Meine Schmusedecke                 | Das Huhn auf meiner Schmusedecke               | Angela Steffen et Andrea Deppert                         | Allemagne              |
| Octonauts                          | The Octonauts and the Mariana Trench Adventure | Nicky Phelan                                             | Royaume-Uni            |
| Peg + Cat                          | The Beethoven Problem                          | Jennifer Oxley, Cory Bobiak, Robert Powers et Brett Hall | États-Unis             |
| Regular Show                       | The Last Laserdisc Player                      | J. G. Quintel                                            | États-Unis             |
| Sanjay et Craig                    | Maximum Dennis                                 | Jay Howell, Ryan Crego, Matt Layzell et Tom Parkinson    | États-Unis             |
| Superjail!                         | The Superjail Inquisitor                       |                                                          | États-Unis             |
| Tallica Parking Lot                | Tallica Parking Lot                            | Juno Lee                                                 | États-Unis             |
| Tumble Leaf                        | Kite                                           | Andrew Hodges                                            | États-Unis             |
| Wildernuts                         | A Purse for Scrunch                            | Andrew Kavanagh et Aidan McAteer                         | Irlande                |

### Films de commande
| Artiste / Produit / Marque                        | Titre                                   | Réalisation                                                                 | Pays               |
| ------------------------------------------------- | --------------------------------------- | --------------------------------------------------------------------------- | ------------------ |
| 20e festival national du film d'animation de Bruz | Fight!                                  | Emma de Swaef et Marc James Roels                                           | Belgique France    |
| A Life in Print                                   | A Life in Print                         | Dan Richards                                                                | Royaume-Uni        |
| Lancôme                                           | Alber Elbaz Puts on a Show for Lancôme! | Allison Craig                                                               | États-Unis         |
| Aldebert                                          | Les Amoureux                            | Jeffig Le Bars et François Dufour                                           | France             |
| Arc Iris (en)                                     | Singing So Sweetly                      | Anne Beal                                                                   | États-Unis         |
| Biomasse                                          | Biomasse                                | Julien Nantiec                                                              | France             |
| Black Gold                                        | Black Gold                              | Adam Pesapane                                                               | États-Unis         |
| Prince de LU                                      | Prince de LU                            | Rémi Chapotot et Tristan Michel                                             | France             |
| China, IL                                         | Get Your Ass Back to School!            | Griffith Kimmins et Angelo Hatgistavrou                                     | États-Unis         |
| Cvak! Fenomen televize                            | Cvak! Fenomen televize                  | Michal Zabka                                                                | République tchèque |
| Disco Toccata                                     | Disco Toccata                           | Grégoire Pont                                                               | France             |
| Doc Meets Dorf                                    | Title Sequence                          | Stefan Schomerus et Egmont Mayer                                            | Allemagne          |
| FMX                                               | Rugbybugs                               | Michael Saludo, Dirk Hampel, Matthias Baeuerle, David Daniels et Elkayloubi | Allemagne          |
| Fondazione Hospice Seragnoli                      | Fondazione Hospice Seragnoli            | Magda Guidi et Mara Cerri                                                   | Italie             |
| France 3                                          | Idents été 2013                         | Nicolas Deveaux                                                             | France             |
| France 5                                          | Le Doc sauvage                          | Célia Rivière                                                               | France             |
| Hatch                                             | Hatch                                   | Corrie Francis Parks                                                        | États-Unis         |
| IGA                                               | Aide-Gourmet                            | Benoît Therriault, Pierre-Hugues Dallaire, Pierre Anso et Motoki Mukaichi   | Canada             |
| John Lewis                                        | The Bear & the Hare                     | Elliot Dear et Yves Geleyn                                                  | Royaume-Uni        |
| Kaly Live Dub                                     | Allaxis                                 | Thomas Fourniret                                                            | France             |
| Guillotine                                        | Guillotine                              | Cédric Villain                                                              | France             |
| Le Sapin d'Éloïse                                 | Le Sapin d'Éloïse                       | Dominic Étienne Simard                                                      | Canada             |
| Myungs and Juns                                   | Veiled                                  | Yunjung Jang                                                                | Corée du Sud       |
| Nepia                                             | Tissue Animals                          | Fuyu Arai                                                                   | Japon              |
| Oreo                                              | Wonderfilled Skier                      | Julia Pott                                                                  | Canada             |
| Peau                                              | Instant T                               | Perrine Faillet                                                             | France             |
| Poom                                              | Big Bang                                | Axel Courtière                                                              | France             |
| Savages                                           | Marshal Dear                            | Gergely Wootsch                                                             | Royaume-Uni        |
| Sour                                              | Life Is Music                           | Masashi Kawamura et Kota Iguchi                                             | Japon              |
| Suntory                                           | Sound of the Woods                      | Wendy Tilby et Amanda Forbis                                                | États-Unis Japon   |
| Supermoine Holypop                                | Supermoine Holypop                      | Bakers                                                                      | France             |
| The Crew                                          | The Crew                                | Léon Bérelle, Dominique Boidin, Maxime Luâtre et Rémi Kozyra                | France             |
| The Lanskies                                      | 48 Hours                                | Thomas Pons                                                                 | France             |
| The Paper Kites                                   | Young                                   | Darcy Prendergast                                                           | Australie          |
| The Science of Stage Fright                       | The Science of Stage Fright             | Robertino Zambrano                                                          | États-Unis         |
| Tim Hortons                                       | The Art of Coffee                       | Eric Makila, Robin Nishio et Alan Poon                                      | Canada             |

### Films de fin d'études
- 00:08 de Kubo Yutaro ( Japon)
- After School de Xiao Junyi ( Chine)
- An Adventurous Afternoon d'Ines Christine Geisser ( Allemagne)
- Ascension de Thomas Bourdis, Caroline Domergue, Martin de Coudenhove, Colin Laubry et Florian Vecchione ( France)
- Clouds de Stéphanie Birat et Nikita Deshpande ( France et  Inde)
- Crack de Ahn Yong-Hae ( Corée du Sud)
- Cycloid de Tomoki Kurogi ( Japon)
- Dead... de Sophie Kobena ( Royaume-Uni)
- Éphémère de Sophie Haller ( Suisse)
- Espero? de Simone Giampaolo, Yihan Hu et Henrik Linnes ( Royaume-Uni)
- Eyes de Tom Law ( États-Unis)
- Fellows in the Woods de Laura Carton ( France)
- Fol'Amor d'Augustin Clermont, Gilles Cortella, Marthe Delaporte, Clément Deruyter, Maïlys Garcia, Gaspard Sumeire et Pierre Rutz ( Suisse)
- Fuga animada d'Augusto Bicalho Roque ( Brésil)
- Golden Boy de Ludovic Verasce ( France)
- Gracht de Joost de Jong, Yann Salagnon, Anna Glowinska et Nick Groeneveld ( Pays-Bas)
- Grandpère de Kathrine Hœrlimann ( Suisse)
- Greenfields de Luis Betancourt, Benjamin Vedrenne, Joseph Coury, Michel Durin et Charly Nzekwu ( France)
- Gruby i Chudy de Stéphane le Bars ( Pologne)
- I Love You So Hard de Ross Butter ( Royaume-Uni)
- Imperium Vacui de Linda Kelvink et Massimo Ottoni ( Italie)
- Insolation de Morgane Le Pechon ( France)
- Interview de Michel Okholm ( Danemark)
- IOA de Victoria Wreder ( Suisse)
- Ishikeri de Kubo Yutaro ( Japon)
- Je repasserai dans la semaine d'Alizée Cholat, Sophie Devautour et Loïc Espuche ( France)
- Lagarto de Miguel Jiron ( États-Unis et  Nicaragua)
- Louis de Mathilde Parquet ( France)
- Matzofim d'Idan Barzilay et Mor Israeli ( Israël)
- Mend and Make Do de Bexie Bush ( Royaume-Uni)
- My Stuffed Granny d'Effie Pappa ( Royaume-Uni)
- Myosis d'Emmanuel Asquier-Brassart, Friedrich Cometa, Guillaume Dousse, Adrien Gromelle et Thibaud Petitpas ( France)
- Nebenan d'Anne Jagemann ( Allemagne)
- Nieprawdopodobnie elastyczny czlowiek de Karolina Specht ( Pologne)
- Nový druh de Katerina Karhánková ( République tchèque)
- On Loop de Christine Hooper ( Royaume-Uni)
- Organic Instruments de Chaoqi Zhang ( États-Unis)
- Örökség de Tianhua Dai ( Hongrie)
- Passer Passer de Louis Morton ( États-Unis)
- Pineapple Calamari de Katarzyna Nalewajka ( Royaume-Uni)
- Ptolmus de Josemaria Rra ( Portugal)
- Rêves de brume de Sophie Racine ( Belgique)
- Rodina - základ života de Marta Prokopovã ( Slovaquie)
- Slom de David Lovric ( Croatie)
- Somewhere de Nicolas Ménard ( Royaume-Uni)
- Spectators de Ross Hogg ( Royaume-Uni)
- Strange Wonderful de Stephanie Swart ( États-Unis)
- Sukkavartaankatu 8 d'Elli Vuorinen ( France et  Japon)
- Symphony No 42 de Réka Bucsi ( Hongrie)
- The Age of Curious de Luca Tóth ( Royaume-Uni)
- The Age of Rust de Francesco Aber et Alessandro Mattei ( Italie)
- The Bigger Picture de Daisy Jacobs ( Royaume-Uni)
- The Elephant's Garden de Felix Colgrave ( Australie)
- The Shirley Temple de Daniela Sherer ( Royaume-Uni)
- Waiter de Ryoji Yamada ( Japon)
- Why Do I Study Physics? de Xiangjun Shi ( États-Unis)

### Choix du public d'Annecy
Cette année la CITIA a permis aux festivaliers disposant d'une accréditation de voter pour trois courts et un long métrage parmi ceux qu'ils préfèrent.

## Programmes spéciaux

### Technique à l'honneur: l'animation en volume
| Titre                                                         | Réalisation                          | Année | Pays                 |
| ------------------------------------------------------------- | ------------------------------------ | ----- | -------------------- |
| Le Songe d'une nuit d'été                                     | Jiří Trnka                           | 1959  | République tchèque   |
| Ray Harryhausen, le Titan des effets spéciaux                 | Gilles Penso                         | 2011  | France, Royaume-Uni  |
| Joop Geesink – The Disney of Duivendrecht                     |                                      |       |                      |
| The Disney of Duivendrecht, a Businessman's Idea of an Artist | Berenike Rozgonyi                    | 2012  | Pays-Bas             |
| Kermesse fantastique                                          | Joszef Misik                         | 1948  | Pays-Bas             |
| Piccolo, Saxo and Company                                     | Jan Coolen                           | 1958  | Pays-Bas             |
| The Travelling Tune                                           | Max Keuris                           | 1961  | Pays-Bas             |
| Ladislas Starewitch, le premier maître                        |                                      |       |                      |
| La Cigale et la Fourmi                                        | Ladislas Starewitch                  | 1913  | France               |
| Amour noir et amour blanc                                     | Ladislas Starewitch                  | 1923  | France               |
| Dans les griffes de l'araignée                                | Ladislas Starewitch                  | 1924  | France               |
| La Reine des papillons                                        | Ladislas Starewitch                  | 1927  | France               |
| Bruce Bickford – Monster Road                                 |                                      |       |                      |
| Monster Road                                                  | Brett Ingram                         | 2004  | États-Unis           |
| Les Indestructibles                                           |                                      |       |                      |
| Babylon                                                       | Peter Lord et David Sproxton         | 1985  | Royaume-Uni          |
| Harvie Krumpet                                                | Adam Elliot                          | 2003  | Australie            |
| The Great Cognito                                             | Will Vinton                          | 1982  | États-Unis           |
| Creature Comforts                                             | Nick Park                            | 1989  | Royaume-Uni          |
| Vincent                                                       | Tim Burton                           | 1982  | États-Unis           |
| Balance                                                       | Christoph et Wolfgang Lauenstein     | 1989  | Allemagne            |
| Les Possibilités du dialogue                                  | Jan Švankmajer                       | 1982  | République tchèque   |
| Screen Play                                                   | Barry J. C. Purves                   | 1992  | Royaume-Uni          |
| Le Cinétisme de l'immobile                                    |                                      |       |                      |
| Histoire sans paroles : à l'Est rien de nouveau               | Bogdan Zoubowitch                    | 1934  | France               |
| L'Affaire de la rue Lepic                                     | Raymond Galoyer, André Yvetot        | 1922  | France               |
| Acte sans parole                                              | Bruno Bettiol, Italo Bettiol         | 1965  | France               |
| Sculpteur moderne                                             | Segundo de Chomon                    | 1908  | France               |
| Renaissance                                                   | Walerian Borowczyk                   | 1963  | France               |
| Sophie et les gammes                                          | Julien Pappe                         | 1964  | France               |
| Barbe bleue                                                   | Olivier Gillon                       | 1978  | France               |
| Des mondes habités                                            |                                      |       |                      |
| Mound                                                         | Allison Schulnik                     | 2011  | États-Unis           |
| Stanley                                                       | Suzie Templeton                      | 1999  | Royaume-Uni          |
| Looking for Horses                                            | Anthony Lawrence                     | 2001  | Australie            |
| Metamorfoza                                                   | Martha Colburn                       | 2013  | Pays-Bas             |
| Calypso Is Like So                                            | Bruno Collet                         | 2003  | France               |
| Hilary                                                        | Anthony Hodgson                      | 1994  | Royaume-Uni          |
| L'Inventaire fantôme                                          | Franck Dion                          | 2004  | France               |
| Taxi de nuit                                                  | Marco Castilla                       | 1996  | France               |
| La Bouche cousue                                              | Jean-Luc Gréco et Catherine Buffat   | 1998  | France               |
| Everything Tickety-Boo                                        | Blake Douglas Young                  | 2014  | États-Unis           |
| Contes contemporains                                          |                                      |       |                      |
| Esterházy                                                     | Izabela Plucińska                    | 2009  | Pologne et Allemagne |
| Le Loup gris et le Petit Chaperon rouge                       | Garri Bardine                        | 1990  | Union soviétique     |
| A suspeita                                                    | José Miguel Ribeiro                  | 1999  | Portugal             |
| La Méthode Bourchnikov                                        | Grégoire Sivan                       | 2003  | France               |
| Jeunes publics                                                |                                      |       |                      |
| Une partie de pétanque                                        | Rodolphe Dubreuil                    | 2004  | France               |
| Le Cyclope de la mer                                          | Philippe Jullien                     | 1999  | France               |
| La Sacoche perdue                                             | Jean-Luc Gréco, Catherine Buffat     | 2005  | France               |
| Le Château des autres                                         | Pierre-Luc Granjon                   | 2004  | France               |
| Les Escargots de Joseph                                       | Sophie Roze                          | 2009  | France               |
| Premier voyage                                                | Gregoire Sivan                       | 2007  | France               |
| Le Génie de la boîte de raviolis                              | Claude Barras                        | 2005  | Suisse               |
| Mexique : la Danse des morts                                  |                                      |       |                      |
| Sin sostén                                                    | René Castillo, Antonio Urrutia       | 1998  | Mexique              |
| Hasta los huesos                                              | René Castillo                        | 2001  | Mexique              |
| Síndrome de línea blanca                                      | Lourdes Villagomez                   | 2003  | Mexique              |
| Fuera de control                                              | Sofia Carrillo                       | 2008  | Mexique              |
| Jaulas                                                        | Juan José Medina                     | 2009  | Mexique              |
| Martyris                                                      | Luis Felipe Hernández Alanis         | 2010  | Mexique              |
| Prita noire                                                   | Sofia Carrillo                       | 2011  | Mexique              |
| La noria                                                      | Karla Castaneda                      | 2012  | Mexique              |
| Lluvia en los ojos                                            | Rita Basulto                         | 2012  | Mexique              |
| Croatie : Terra Incognita                                     |                                      |       |                      |
| Soldat                                                        | David Peros-Bonnot                   | 2006  | Croatie              |
| Na prvi pogled                                                | Lea Krajl Jager                      | 2013  | Croatie              |
| Srce u snijegu                                                | Branko Ranitovic                     | 1959  | Croatie              |
| Soba                                                          | Ivana Juríc                          | 2011  | Croatie              |
| Simulacra                                                     | Ivana Bosnjak et Thomas Johnson      | 2014  | Croatie              |
| In/Dividu                                                     | Nicole Hewitt                        | 1999  | Croatie              |
| Priča s početka vremena                                       | Božidar Trkulja                      | 2012  | Croatie              |
| Plac                                                          | Ana Husman                           | 2006  | Croatie              |
| Najmanji                                                      | Tomislav Šoban                       | 2013  | Croatie              |
| Canada : les Visiteurs du soir                                |                                      |       |                      |
| Les Ramoneurs cérébraux                                       | Patrick Bouchard                     | 2002  | Canada               |
| Bydlo                                                         | Patrick Bouchard                     | 2012  | Canada               |
| Chromosome X-Y-Z                                              | Dominic Étienne Simard               | 2009  | Canada               |
| Blanche fraise                                                | Frédérick Tremblay                   | 2011  | Canada               |
| Princesse                                                     | Frédérick Tremblay                   | 2010  | Canada               |
| Le Tiroir et le Corbeau                                       | Frédérick Tremblay                   | 2009  | Canada               |
| Marguerite                                                    | Claire Brognez                       | 2013  | Canada et France     |
| Estonie : Les Rêves animés de Nukufilm                        |                                      |       |                      |
| Suveniir                                                      | Elbert Tuganov (en)                  | 1977  | Estonie              |
| Pome-roan                                                     | Elbert Tuganov (en)                  | 1981  | Estonie              |
| When Men Sing                                                 | Heino Pars (en)                      | 1979  | Estonie              |
| Nael                                                          | Heino Pars (en)                      | 1972  | Estonie              |
| Lili                                                          | Riho Unt (en)                        | 2008  | Estonie              |
| Happy Birthday                                                | Riho Unt (en)                        | 2011  | Estonie              |
| Sõda                                                          | Riho Unt, Hardi Volmer               | 1987  | Estonie              |
| The Scarecrow                                                 | Andres Tenusaar                      | 2007  | Estonie              |
| Kolmnurga-afäär                                               | Andres Tenusaar                      | 2012  | Estonie              |
| Instinkt                                                      | Rao Heidmets (en)                    | 2003  | Estonie              |
| Kleit                                                         | Jelena Girlin, Mari-Liis Bassovskaja | 2007  | Estonie              |
| Rebasenaine                                                   | Priit Tender (en)                    | 2002  | Estonie              |
| Une instituut                                                 | Mati Kütt (en)                       | 2006  | Estonie              |
| Laika                                                         | Märt Kivi                            | 2007  | Estonie              |
| Teekond nirvaanasse                                           | Mait Laas                            | 2000  | Estonie              |
| Teisel pool metsa                                             | Anu-Laura Tuttelberg                 | 2014  | Estonie              |
| George Pal Puppetoons                                         |                                      |       |                      |
| The Ship of the Ether                                         | George Pal                           | 1934  | Pays-Bas             |
| Big Broadcast 1938                                            | George Pal                           | 1938  | Pays-Bas             |
| Philips Cavalcade (en)                                        | George Pal                           | 1939  | Pays-Bas             |
| Tulips Shall Grow                                             | George Pal                           | 1942  | États-Unis           |
| Jasper and the Haunted House (en)                             | George Pal                           | 1942  | États-Unis           |
| The Little Broadcast                                          | George Pal                           | 1943  | États-Unis           |
| Mr. Strauss Takes a Walk                                      | George Pal                           | 1942  | États-Unis           |
| John Henry and the Inky-Poo (en)                              | George Pal                           | 1946  | États-Unis           |
| Jasper in a Jam (en)                                          | George Pal                           | 1946  | États-Unis           |
| Tubby the Tuba (en)                                           | George Pal                           | 1947  | États-Unis           |
| Hommage à Břetislav Pojar, premier Cristal d'Annecy           |                                      |       |                      |
| O sklenicku víc                                               | Břetislav Pojar                      | 1954  | République tchèque   |
| Úvodní slovo pronese                                          | Břetislav Pojar                      | 1962  | République tchèque   |
| Le Petit Parapluie (Paraplícko)                               | Břetislav Pojar                      | 1957  | République tchèque   |
| Romance                                                       | Břetislav Pojar                      | 1963  | République tchèque   |
| Lev a písnicka                                                | Břetislav Pojar                      | 1959  | République tchèque   |

### 14-18, animer la Grande Guerre
| Titre                   | Réalisation                                                                                       | Année                 | Pays                  |
| L'Enfer des tranchées   | L'Enfer des tranchées                                                                             | L'Enfer des tranchées | L'Enfer des tranchées |
| ----------------------- | ------------------------------------------------------------------------------------------------- | --------------------- | --------------------- |
| Poppy                   | James Cunningham                                                                                  | 2009                  | Nouvelle-Zélande      |
| Friendly Fire           | Andy Kaiser                                                                                       | 2008                  | Allemagne             |
| De si près              | Rémi Durin                                                                                        | 2009                  | France et Belgique    |
| FYI                     | Wendy Morris                                                                                      | 2013                  | Belgique              |
| Le Jour de gloire...    | Bruno Collet                                                                                      | 2007                  | France                |
| Otto                    | Emma de Swaef et Marc James Roels                                                                 | 2013                  | Belgique              |
| War Game                | Dave Unwin                                                                                        | 2001                  | Royaume-Uni           |
| Where the Poppies Blow  | Michael Palmaers                                                                                  | 2013                  | Belgique              |
| La Tranchée             | Claude Cloutier                                                                                   | 2010                  | Canada                |
| 1916                    | Fabien Bedouel                                                                                    | 2003                  | France                |
| L'Espoir de l'armistice |                                                                                                   |                       |                       |
| La Détente              | Pierre Ducos et Bertrand Bey                                                                      | 2010                  | France                |
| Lettres de femmes       | Augusto Zanovello                                                                                 | 2013                  | France                |
| Daddy Went. Daddy Did.  | Joost Jansen et Thomas Ceulemans                                                                  | 2013                  | Belgique              |
| Fire Waltz              | Marc Ménager                                                                                      | 2011                  | France                |
| Bully Beef              | Wendy Morris                                                                                      | 2007                  | Belgique              |
| Trois petits points     | Lucrèce Andreae, Alice Dieudonné, Tracy Nowocien, Florian Parro, Ornélie Prioul et Rémy Schaepman | 2010                  | France                |
| Le Soldat méconnu       | Jérémie Malavoy, Ugo Bienvenu et Kevin Manach                                                     | 2014                  | France                |
| Letter From a Soldier   | Sylvia Defrance                                                                                   | 2013                  | Belgique              |
| A Battle for Peace      | Joost Jansen                                                                                      | 2013                  | Belgique              |

### Pierre Hébert: Autour de "Lieux et monuments"
| Titre                                                | Réalisation   | Année | Pays   |
| ---------------------------------------------------- | ------------- | ----- | ------ |
| Songs and Dances of the Inanimate World - The Subway | Pierre Hébert | 1985  | Canada |
| Herqueville                                          | Pierre Hébert | 2007  | Canada |
| John Cage - Halberstadt                              | Pierre Hébert | 2013  | Canada |
| Place Carnot-Lyon                                    | Pierre Hébert | 2011  | Canada |
| Rivière au Tonnerre                                  | Pierre Hébert | 2012  | Canada |
| Berlin - Le Passage du temps                         | Pierre Hébert | 2014  | Canada |

### McLaren aujourd'hui
| Titre                                   | Réalisation                                         | Année             | Pays              |
| Dansez maintenant                       | Dansez maintenant                                   | Dansez maintenant | Dansez maintenant |
| --------------------------------------- | --------------------------------------------------- | ----------------- | ----------------- |
| Begone Dull Care                        | Norman McLaren, Evelyn Lambart                      | 1949              | Canada            |
| Moda                                    | Yōji Kuri                                           | 1960              | Japon             |
| Bleu Blanc Rouge                        | Jean-Louis Bompoint                                 | 1989              | France            |
| Syrinx                                  | Ryan Larkin                                         | 1965              | Canada            |
| Choros                                  | Michael Langan (en), Terah Maher                    | 2011              | États-Unis        |
| Tallest Heights                         | Becky Sloan, Joseph (Joe) Pelling                   | 2013              | Royaume-Uni       |
| Linear Dreams                           | Richard R. Reeves (en)                              | 1997              | Canada            |
| Tout écartillé                          | André Leduc                                         | 1972              | Canada            |
| Pas de deux de deux                     | Paul Bush                                           | 2001              | Royaume-Uni       |
| Flocons                                 | Marie-Josée Saint-Pierre                            | 2014              | Canada            |
| Scratch                                 | Oerd Van Cuijlenborg                                | 2010              | Pays-Bas          |
| Oripeaux                                | Sonia Gerbeaud, Clemens Kogler, Mathias de Panafieu | 2014              | France            |
| Pas de deux                             | Norman McLaren                                      | 1968              | Canada            |
| Drôles d'oiseaux                        |                                                     |                   |                   |
| Blinkity Blank                          | Norman McLaren                                      | 1955              | Canada            |
| Opus 3                                  | Pierre Hébert                                       | 1967              | Canada            |
| Op Hop - Hop Op                         | Pierre Hébert                                       | 1966              | Canada            |
| Disco Toccata                           | Grégoire Pont                                       | 2013              | France            |
| La gazza ladra                          | Giulio Gianini, Emanuele Luzzati                    | 1964              | Italie            |
| Cameras Take Five (en)                  | Steven Woloshen                                     | 2003              | Canada            |
| Syrinx                                  | Ryan Larkin                                         | 1965              | Canada            |
| cNote (en)                              | Christopher Hinton                                  | 2005              | Canada            |
| Tallest Heights                         | Becky Sloan, Joseph (Joe) Pelling                   | 2013              | Royaume-Uni       |
| The Baby Birds of Norman McLaren        | Mirai Mizue, Yukie Nakauchi                         | 2014              | Japon             |
| Dix anagrammes autour de Norman McLaren | Delphine Burrus                                     | 2014              | France            |
| Tout écartillé                          | André Leduc                                         | 1972              | Canada            |
| McLaren’s Negatives                     | Marie-Josée Saint-Pierre                            | 2006              | Canada            |
| Le Merle                                | Norman McLaren                                      | 1958              | Canada            |

### Projections en plein air
| Titre                        | Réalisation                          | Année | Pays                                  |
| ---------------------------- | ------------------------------------ | ----- | ------------------------------------- |
| Dragons                      | Chris Sanders, Dean DeBlois          | 2010  | États-Unis                            |
| Epic                         | Chris Wedge                          | 2013  | États-Unis                            |
| Jack et la mécanique du cœur | Mathias Malzieu, Stéphane Berla      | 2014  | France                                |
| Krysar, le joueur de flûte   | Jiří Barta                           | 1985  | République tchèque                    |
| L'Étrange Pouvoir de Norman  | Sam Fell, Chris Butler               | 2012  | États-Unis                            |
| La Reine des neiges          | Chris Buck, Jennifer Lee             | 2013  | États-Unis                            |
| La Plante humaine            | Pierre Hébert                        | 1996  | Canada, France                        |
| Le Roman de Renard           | Ladislas Starewitch                  | 1941  | France                                |
| Le Songe d'une nuit d'été    | Jiří Trnka                           | 1959  | Tchécoslovaquie                       |
| Max & Co                     | Frédéric Guillaume, Samuel Guillaume | 2007  | Suisse, Belgique, Royaume-Uni, France |
| Rio 2                        | Carlos Saldanha                      | 2014  | États-Unis                            |
| Le Garçon et le Monde        | Alê Abreu                            | 2013  | Brésil                                |

## Palmarès

### Courts métrages
| Prix                                        | Attribué à                                     | Pays                |
| ------------------------------------------- | ---------------------------------------------- | ------------------- |
| Cristal d'Annecy                            | Man on the Chair de Jeong Dahee                | France Corée du Sud |
| Prix spécial du jury                        | Patch de Gerd Gockell                          | Allemagne Suisse    |
| Prix Jean-Luc Xiberras de la première œuvre | Hasta Santiago de Mauro Carraro                | France Suisse       |
| Prix Sacem de la musique originale          | Hasta Santiago de Mauro Carraro                | France Suisse       |
| Prix du jury junior                         | Histoires de bus de Tali                       | Canada              |
| Mention spéciale                            | Histoires de bus de Tali                       | Canada              |
| La Tête dans les nuages de Roberto Catani   | Italie                                         |                     |
| Prix du public                              | La Petite Casserole d'Anatole d'Éric Montchaud | France              |

### Longs métrages
| Prix                    | Attribué à                              | Pays       |
| ----------------------- | --------------------------------------- | ---------- |
| Cristal du long métrage | Le Garçon et le Monde d'Alê Abreu       | Brésil     |
| Mention spéciale        | L'Île de Giovanni de Mizuho Nishikubo   | Japon      |
| Prix du jury            | Les Amants électriques de Bill Plympton | États-Unis |
| Prix du public          | Le Garçon et le Monde d'Alê Abreu       | Brésil     |

### Films de télévision et de commande
| Prix                             | Attribué à                                                              | Pays                    |
| -------------------------------- | ----------------------------------------------------------------------- | ----------------------- |
| Cristal pour une production TV   | En sortant de l'école, Tant de forêts de Burcu Sankur et Goeffrey Godet | France                  |
| Cristal pour un film de commande | Nepia, Tissue Animals de Fuyu Arai                                      | Japon                   |
| Prix spécial                     | Tumble Leaf de Drew Hodges                                              | États-Unis              |
| Prix pour un spécial TV          | Le Parfum de la carotte de Rémi Durin et Arnaud Demuynck                | France Belgique, Suisse |
| Prix spécial du jury             | Peau, Instant T de Perrine Faillet                                      | France                  |

### Films de fin d'études
| Prix                            | Attribué à                                                                  | Pays        |
| ------------------------------- | --------------------------------------------------------------------------- | ----------- |
| Cristal du film de fin d'études | The Bigger Picture de Daisy Jacobs                                          | Royaume-Uni |
| Prix spécial du jury            | An Adventurous Afternoon d'Ines Christine Geisser et Kristen Carina Geisser | Allemagne   |
| Mention spéciale                | The Age of Curious' de Luca Tóth                                            | Royaume-Uni |
| Prix du jury junior             | Entrevue de Mirrel Ukholm                                                   | Danemark    |

### Autres prix
| Prix                                                            | Attribué à                                                    | Pays         |
| --------------------------------------------------------------- | ------------------------------------------------------------- | ------------ |
| Prix Fipresci                                                   | Nul poisson où aller de Nicola Lemay et Janice Nadeau         | Canada       |
| Prix Canal+ aide à la création                                  | Wonder de Mirai Mizue                                         | Japon France |
| Prix Festivals Connexion                                        | Through the Hawthorn d'Anna Benner, Pia Borg et Gemma Burditt | Royaume-Uni  |
| Prix Aide Fondation Gan à la diffusion pour un Work in Progress | Adama de Simon Rouby                                          | France       |